# Hanhisaari (ö i Norra Savolax)
Hanhisaari är en ö i Finland.   Den ligger i kommunen Varkaus i den ekonomiska regionen  Varkaus ekonomiska region  och landskapet Norra Savolax, i den sydöstra delen av landet, 290 km nordost om huvudstaden Helsingfors.